# Перосъёмная машина
Перосъёмная машина — станок для удаления оперения с сельскохозяйственной птицы. Используется в птицеводстве. Первые промышленные перосъёмные машины появились начале XX века. В 60-х годах промышленные перосъёмные машины стали применяться в сельском хозяйстве СССР.
Перосъёмные машины бывают: роторные, барабанные, центрифужные. Среди производителей станков компании: Ashley, Bandini, Bolvair, Barker, Bayle, Hock, Gainesville, Gordex, Linco, Meyn, Orty, Patrini, Johnson, Stork, Systemate. 
Среди производителей центрифуг в Украине – Плакер Украина (Plucker Ukraine) и Полтавамаш.
На птицефабриках в Российской Федерации применяют машины МОП-2, ФЦЛ, К7-ФЦЛ.